# Bộ Mao (毛)
Bộ Mao, bộ thứ 82 có nghĩa là "lông mao" là 1 trong 34 bộ có 4 nét trong số 214 bộ thủ Khang Hy.
Trong Từ điển Khang Hy có 211 chữ (trong số hơn 40.000) được tìm thấy chứa bộ này.

## Tự hình Bộ Mao (毛)

Kim văn
Đại triện
Tiểu triện

## Chữ thuộc Bộ Mao (毛)
| Số nét bổ sung | Chữ                        |
| -------------- | -------------------------- |
| 0              | 毛                         |
| 3              | 毜 毝                      |
| 4              | 毞 毟                      |
| 5              | 毠 毡                      |
| 6              | 毢 毣 毤 毥 毦 毧 毨 毩 毪 |
| 7              | 毫 毬 毭 毮                |
| 8              | 毯 毰 毱 毲 毳 毴 毵 毶    |
| 9              | 毷 毸 毹 毺 毻 毼 毽       |
| 10             | 毾                         |
| 11             | 毿 氀 氁 氂                |
| 12             | 氃 氄 氅 氆 氇             |
| 13             | 氈 氉 氊                   |
| 14             | 氋                         |
| 15             | 氌                         |
| 18             | 氍                         |
| 22             | 氎                         |